# BiSH
Bish (ビッシュ Bisshu?, estilizado como BiSH) fue un grupo idol japonés fundado en 2015 por su manager Junnosuke Watanabe. El grupo surgió para suceder al aclamado y polémico grupo idol alternativo BiS, grupo dirigido por Watanabe que fue disuelto en 2014.

## Historia
Bish fue anunciado inicialmente en enero de 2015 con la idea de comenzar Bis nuevamente, y en ese mes comenzaron las audiciones para encontrar miembros. Después del proceso de audición, la alineación completa se anunció en marzo y los miembros Yukako Love Deluxe, Cent Chihiro Chicchi, Aina the End, Hug Mii y Momoko Gumi Company fueron revelados al público. Los ojos de los miembros estaban tapados con lentes de contacto negros y no se pudieron revelar hasta que cada uno alcanzó los 4.444 seguidores en Twitter .
Su primera canción "Spark", del álbum Brand-New Idol Shit, fue lanzada a través del sitio de música Ototoy como descarga gratuita: primero con una demo de la canción interpretada por su manager. La versión final de la canción fue lanzada una semana después. Justo antes del lanzamiento, Yukako Love Deluxe decidió retirarse del grupo, antes también de su debut oficial. En una entrevista ante Ototoy, alegó motivos de estrés y ansiedad en relación con su abstinencia. Ella ya había grabado voces para todas las pistas del álbum, por lo que sus partes tuvieron que volver a grabarse antes de su lanzamiento. Sin embargo, su voz se mantuvo en "Spark" porque no hubo tiempo para rehacer la canción antes del lanzamiento del single.
Bish lanzó un videoclip para la canción "Bish - Hoshi ga Matataku Yoru ni" en abril. A medida que se acercaba el lanzamiento del álbum, Bish comenzó a lanzar más canciones como descargas gratuitas. Para el 21 de mayo, solo seis días antes de su fecha de lanzamiento oficial, las 13 pistas del álbum estaban disponibles de forma gratuita. Sin embargo, esto no afectó las ventas de álbumes y su primer álbum alcanzó la posición 20 en la lista de álbumes semanales de Oricon.
El 31 de mayo, Bish realizó su primer concierto en solitario, "This Is For Bis", en Nakano Heavy Sick Zero. Aunque la capacidad del lugar era de solo 80 personas, se eligió por su importancia, ya que fue el lugar donde se llevó a cabo el primer one-man de BiS. Durante el programa, los miembros anunciaron una audición para reclutar más miembros y un sencillo que se lanzaría en septiembre.
En agosto, Bish actuó en el Tokyo Idol Festival 2015 . Sin embargo, debido a que sus fanáticos y los fanáticos de su grupo hermano POP (Period of Plastic 2 Mercy) no siguieron las reglas del festival durante las presentaciones de los grupos, ambos grupos cancelaron todos los eventos del segundo día. Las imágenes del festival que se transmitieron por televisión muestran al personal del festival intentando detener la actuación de Bish mientras estaban interpretando Hoshi ga Matataku Yoru ni.
El 5 de agosto, se revelaron dos nuevos miembros de Bish: Lingling (リンリン) y Hashiyasume Atsuko (ハシヤスメ・アツコ), elevando el número total de miembros a seis. Al igual que los miembros anteriores del grupo, sus fotos de perfil fueron tomadas con lentes de contacto negros. Sus verdaderos rostros no podrían ser revelados hasta que ganaron más seguidores en Twitter que el gerente de Bish, Junnosuke Watanabe. Sin embargo, Watanabe se cansó de esperar y bajó el número de seguidores a 5000 para ambos miembros, y sus rostros fueron revelados más tarde esa semana.
El 14 de agosto de 2015, Bish reveló el video musical de su primer sencillo, la canción de Folk metal "OTNK", con los nuevos miembros. El 2 de octubre de 2015 se anunció que Bish lanzaría un segundo álbum con el título Full Metal Jacket . Más tarde se cambió a Fake Metal Jacket, y se lanzó el 20 de enero de 2016. Fake Metal Jacket se promocionó con el videoclip de la canción "Monsters", que apareció originalmente en su primer álbum. Tras su lanzamiento, el álbum alcanzó el quinto lugar en las listas diarias de álbumes de Oricon.
El 19 de enero de 2016, Bish anunció en el tramo final de su gira "Idol Is Shit" que tendrían su gran debut a través del sello Avex Trax en mayo de 2016.
El grupo lanzó la canción de hardcore punk "Deadman" como su sencillo debut en un sello importante el 5 de mayo, anunciando el número de 99 segundos como "(Probablemente) ¿la canción debut más corta de la historia? !" La pista de acoplamiento "earth" fue compuesta por Tetsuya Komuro y el lanzamiento fue masterizado por Tim Young . "Deadman" alcanzó la quinta posición en la lista semanal de sencillos de Oricon y, poco después de su lanzamiento, Bish anunció el lanzamiento de su álbum debut con un sello importante en octubre de 2016.
El 16 de mayo de 2016, Hug Mii anunció su retiro de Bish, señalando razones familiares como la causa. Su última actuación fue el 2 de junio.
El 1 de agosto de 2016, se reveló al público a la nueva integrante Ayuni D. Ella hizo su debut con el grupo en el evento "TOKYO BiSH SHiNE repeat" el 24 de agosto, donde anunciaron el título de su próximo álbum de octubre, Killer Bish .
A finales del 2016 el grupo puso fin a sus actividades anticipadamente ese año con el concierto gratuito "In The End" en honor a Aina the End, quién fue operada de pólipos vocales. Ella regresó en 2017 y Bish anunció que su sencillo "Promise the Star" se lanzaría más adelante en el año.
Bish lanzó su primer miniálbum, Giant Killers, el 28 de junio, con la canción principal "Giant Killers" y con "Shakai no Rule", el tema principal de la caricatura Heybot., con letra escrita por Hashiyasume Atsuko. Ciertas ediciones del álbum contienen "Introducing Bish", un CD recopilatorio de doce pistas con nuevas grabaciones de canciones pasadas de Bish con la voz de Ayuni D.[cita requerida]
El 4 de noviembre de 2017, Bish lanzó por sorpresa su segundo álbum de un sello importante, The Guerrilla Bish, exclusivamente a través de Tower Records . El álbum fue lanzado a un precio de ¥ 299 sin publicidad previa, y la edición sorpresa está empaquetada sin portada ni folleto con las letras, una referencia al sexto álbum de Kanye West, Yeezus . El video musical de la canción principal "My landscape" se filmó en el cementerio de aviones del Mojave Air and Space Port en California, al igual que la fotografía de la portada del álbum.
El 28 de marzo de 2018, Bish lanzó el sencillo " Paint It Black ". La canción fue utilizada como el segundo opening de la serie de anime Black Clover .
El 20 de enero de 2019, Bish lanzó el sencillo Futarinara. La canción fue utilizado como el opening de la segunda temporada del anime 3d Kanojo Real Girl. 
El 1 de abril anunciaron los 2 miniálbumes: CARROTS y STiCKS, que precederían al álbum CARROTS and STiCKS lanzado este último el 12 de junio de 2019.
El 3 de julio de 2019, Bish lanzó el sencillo "More Than Like", que se utilizó como el cuarto y último opening de la última temporada de Fairy Tail .[cita requerida]
El 22 de julio de 2020, se lanzó el álbum Letters, considerado el álbum "3.5th principal" de la banda, que contiene 7 pistas.
El 4 de agosto de 2021, se lanzó el álbum Going to Destruction .
El 24 de diciembre de 2021, Bish anunció que se disolverían en 2023 en un concierto de emergencia en vivo por su canal de Youtube en el que interpretaron todas las canciones de su primer álbum.
En 2022, Bish lanzó un sencillo cada mes, comenzando con "Final Shits" y terminando con "Zutto".
El 8 de febrero de 2023, Bish anunció que había establecido Bish Co., Ltd. y el proyecto de audición Bish The Next, con el propósito de producir su grupo sucesor.
Bish se disolvió el 29 de junio de 2023, en su concierto final que se llevó a cabo en el Tokyo Dome . El cúltimo concierto tuvo de nombre "BiSH is Over" y "Bye-bye show for never".

## Miembros

### Actuales
- Aina The End (アイナ・ジ・エンド)
- Cent Chihiro Chitti (セントチヒロ・チッチ)
- Momoko Gumi Company (モモコグミカンパニー)
- Lingling (リンリン)
- Hashiyasume Atsuko (ハシヤスメ・アツコ)
- Ayuni D (アユニ・D)

### Graduadas
- Yukako Love Deluxe (ユカコラブデラックス)
- Hug Mii (ハグ・ミィ)

| Título               | Detalles del álbum                                                                            | Posición   | Posición      |
| Título               | Detalles del álbum                                                                            | JPN Oricon | JPN Cartelera |
| -------------------- | --------------------------------------------------------------------------------------------- | ---------- | ------------- |
| Brand-new idol SHiT  | - Lanzamiento: 27 de mayo de 2015 - Discográfica: Sub Trax - Formatos: CD, descarga digital   | 20         | 26            |
| Fake Metal Jacket    | - Lanzamiento: 20 de enero de 2016 - Discográfica: Sub Trax - Formatos: CD, descarga digital  | 13         | 13            |
| Killer Bish          | - Lanzamiento: 5 de octubre de 2016 - Disquera: Avex Trax - Formatos: CD, descarga digital    | 7          | 8             |
| The Guerrilla Bish   | - Lanzamiento: 29 de noviembre de 2017 - Disquera: Avex Trax - Formatos: CD, descarga digital | 5          | 6             |
| CARROTS and STiCKS   | - Lanzamiento: 3 de julio de 2019 - Disquera: Avex Trax - Formatos: CD, descarga digital      | 4          | 4             |
| Letters              | - Lanzamiento: 22 de julio de 2020 - Disquera: Avex Trax - Formatos: CD, descarga digital     | 1          | 1             |
| GOiNG TO DESTRUCTiON | - Lanzamiento: 4 de agosto de 2021 - Disquera: Avex Trax - Formatos: CD, descarga digital     | 1          | 1             |

| Título                 | Detalles del álbum                                                     | Posición   | Posición      |
| Título                 | Detalles del álbum                                                     | JPN Oricon | JPN Cartelera |
| ---------------------- | ---------------------------------------------------------------------- | ---------- | ------------- |
| Para vivir -Bish Best- | - Lanzamiento: 8 de julio de 2020 - Disquera: Avex Trax - Formatos: CD | 1          | 2             |

| Título                                              | Detalles del álbum                                                                      | Posición   | Posición      |
| Título                                              | Detalles del álbum                                                                      | JPN Oricon | JPN Cartelera |
| --------------------------------------------------- | --------------------------------------------------------------------------------------- | ---------- | ------------- |
| Tokyo Bish Shine6 (En vivo en Zepp Tokyo 2020.8.19) | - Lanzamiento: 16 de octubre de 2020 - Disquera: Avex Trax - Formatos: descarga digital | —          | —             |

| Título        | Detalles del álbum                                                                        | Posición   | Posición      |
| Título        | Detalles del álbum                                                                        | JPN Oricon | JPN Cartelera |
| ------------- | ----------------------------------------------------------------------------------------- | ---------- | ------------- |
| Giant Killers | - Lanzamiento: 28 de junio de 2017 - Disquera: Avex Trax - Formatos: CD, descarga digital | 4          | 4             |
| STiCKS        | - Lanzamiento: 3 de abril de 2019 - Disquera: Avex Trax - Formatos: descarga digital      | —          | —             |
| CARROTS       | - Lanzamiento: 3 de mayo de 2019 - Disquera: Avex Trax - Formatos: descarga digital       | —          | —             |

### Individual

#### Como artista principal
| Título | Año  | Posición | Posición      | Álbum                |
| Título | Año  | Oricon   | JPN Cartelera | Álbum                |
| --- | ---- | -------- | ------------- | -------------------- |
| "OTNK" | 2015 | 10       | 34            | Fake Metal Jacket    |
| "Hombre muerto" | 2016 | 5        | 16            | Killer Bish          |
| "Promise the Star" (プロミスザスター?) | 2017 | 4        | 9             | The Guerrilla Bish   |
| " Paint it Black " | 2018 | 1        | 3             | CARROTS and STiCKS   |
| "Non Tie-Up" | 2018 | 12       | 29            | CARROTS and STiCKS   |
| "Life is Beautiful" | 2018 | 3        | 5             | CARROTS and STiCKS   |
| "Hide the Blue" | 2018 | 3        | —             | CARROTS and STiCKS   |
| "stereo future" | 2018 | 4        | 4             | CARROTS and STiCKS   |
| "Small fish" | 2019 | —        |               | CARROTS and STiCKS   |
| "Futari Nara" (二人なら?) | 2019 | —        |               | CARROTS and STiCKS   |
| "Kind People" | 2019 | 2        | 4             | CARROTS and STiCKS   |
| "Rhythm" (リズム?) | 2019 | 2        | 63            | CARROTS and STiCKS   |
| "Tomorrow" | 2020 | 48       |               | Letters              |
| "STORY OF DUTY" | 2020 | —        |               | GOiNG TO DESTRUCTiON |
| "STAR" | 2021 | —        |               | GOiNG TO DESTRUCTiON |
| "Zenshin Zenrei" | 2021 | —        |               | GOiNG TO DESTRUCTiON |
| "In case. . ." | 2021 | —        |               | GOiNG TO DESTRUCTiON |
| "Stacking" | 2021 | —        |               | GOiNG TO DESTRUCTiON |
| "Final Shits" | 2022 | 3        |               | Singles 2022         |
| "Pyo" (ぴょ?) | 2022 | 2        | 32            | Singles 2022         |
| "Aishiteru to Ittekure" (愛してると言ってくれ?) | 2022 | 4        | 56            | Singles 2022         |
| "Gomen ne" (ごめんね?) | 2022 | 4        | 31            | Singles 2022         |
| "LiE LiE LiE" | 2022 | 3        | 57            | Singles 2022         |
| "Donna ni Kimi ga Kawattemo Boku ga Donna Fu ni Kawattemo Ashita ga Kuru Kimi ni Autame" (どんなに君が変わっても僕がどんなふうに変わっても明日が来る君に会うため?) | 2022 | 4        | 51            | Singles 2022         |
| "SEE YOU" | 2022 | 8        | —             | Singles 2022         |
| "Sayonara Saraba" (サヨナラサラバ?) | 2022 | 5        | 28            | Singles 2022         |
| "UP to ME" | 2022 | 9        | 88            | Singles 2022         |
| "Kanashimi yo Tomare" (悲しみよとまれ?) | 2022 | 3        | 66            | Singles 2022         |
| "Datsu Kisei Gainen" (脱・既成概念?) | 2022 | 11       | —             | Singles 2022         |
| "Zutto" | 2022 | 3        | 56            | Singles 2022         |
| "Bye-Bye Show" | 2023 | —        | —             |                      |
| "-" denota una grabación que no se registró o no se lanzó en ese territorio.                                                                                       |      |          |               |                      |

| Título                                      | Año  | Posición | Posición      | Álbum    |
| Título                                      | Año  | Oricon   | JPN Cartelera | Álbum    |
| ------------------------------------------- | ---- | -------- | ------------- | -------- |
| "Future World" ( Shingo Katori hazaña. bia) | 2019 | —        | 35            | 20200101 |
| "Bad Temper" (con Yuki Kashiwagi )          | 2021 | 9        |               |          |

| Título                                    | Año  | Álbum                                                                    |
| ----------------------------------------- | ---- | ------------------------------------------------------------------------ |
| "Moon Revenge" (プリンセス・ムーン?)      | 2014 | Pretty Guardian Sailor Moon: el tributo conmemorativo del 25 aniversario |
| "Kanariya Naku Sora" (カナリヤ鳴く空?)    | 2019 | Colección tributo a la Tokyo Ska Paradise Orchestra: Rakuen Jyusan Kei   |
| "Ash Like Snow" (アッシュ ライク スノー?) | 2020 | Álbum del 40 aniversario de Mobile Suit Gundam ~ MÁS ALLÁ ~              |

| Título | Detalles del álbum | Posición | Posición |
| Título | Detalles del álbum | DVD      | Blu-ray  |
| --- | --- | -------- | -------- |
| Less Than Sex Tour Final "Teiousekkai" Hibiya Yagai Dai Ongakudou Final de la gira Less Than Sex "帝王切開" 日比谷野外大音楽堂" | - Lanzamiento: 18 de enero de 2017 - Disquera: Avex Trax - Formatos: DVD, Blu-ray+CD, descarga digital                                               | 19       | 9        |
| Bish Nevermind Tour Reloaded The Final "Revolutions"                                                                            | - Lanzamiento: 1 de noviembre de 2017 - Disquera: Avex Trax - Formatos: DVD, Blu-ray+2CD, descarga digital                                           | 8        | 7        |
| Bish "ToThe End" | - Lanzamiento: 29 de agosto de 2018 - Disquera: Avex Trax - Formatos: DVD, Blu-ray+2CD, descarga digital                                             | 8        | 8        |
| Bring Icing Shit Horse Tour Final "The Nude"                                                                                    | - Lanzamiento: 3 de abril de 2019 - Disquera: Avex Trax - Formatos: DVD, Blu-ray+2CD, descarga digital                                               | 3        | 4        |
| And yet Bish moves. | - Lanzamiento: 15 de enero de 2020 - Disquera: Avex Trax - Formatos: DVD, Blu-ray+2CD, descarga digital                                              | 2        | 5        |
| Tokyo Bish Shine6 (Live at Zepp Tokyo 2020.8.19)                                                                                | - Lanzamiento: 18 de noviembre de 2020 - Disquera: Avex Trax - Formatos: DVD, Blu-ray+2CD, descarga digital                                          | 2        | 2        |
| Reboot Bish | - Lanzamiento: 26 de mayo de 2021 - Disquera: Avex Trax - Formatos: DVD, Blu-ray+2CD, descarga digital                                               | 1        | 3        |
| Bish presents From Dusk Till Dawn                                                                                               | - Lanzamiento: 3 de diciembre de 2021 - Disquera: Avex Trax - Formatos: 4DVD, 3Blu-ray+libro de fotos, 3Blu-ray+7CD+libro de fotos, descarga digital | 2        | 3        |

| Título                                 | Detalles del álbum                                                                                              | Posición | Posición |
| Título                                 | Detalles del álbum                                                                                              | DVD      | Blu-ray  |
| -------------------------------------- | --- | -------- | -------- |
| All You Need is Punk and Love          | - Lanzamiento: 9 de diciembre de 2017 - Disquera: Space Shower Music - Formatos: DVD, Blu-ray, descarga digital | 40       | —        |
| Bish Documentary Movie "Shape of Love" | - Lanzamiento: 29 de agosto de 2018 - Disquera: Avex Trax - Formatos: DVD, Blu-ray, descarga digital            | 21       | 12       |